# Décimo Andar (série)
Décimo Andar é uma série de comédia com 13 episódios dirigida por Caito Mainier e com o roteiro assinado, além do próprio diretor da obra, por Daniel Furlan e Leandro Ramos. Coproduzida pela Rio-Filme, Canal Brasil e Crisis Produtivas, a série inicialmente foi exibida pelo Canal Brasil, mas desde 8 de outubro de 2018, a TV Quase passou a exibir todos os episódios em seu canal do YouTube.
Com fortes elementos niilistas e satíricos, a série retrata seis funcionários de uma burocrática empresa - cujo nome é Empresa -  instalada num décimo andar, onde as personagens vivem situações que, apesar de absurdas, se aproximam do universo empresarial de forma tragicômica. 

## Enredo
Jorginho (Caito Mainier) é produtor de cinema pela Empresa. Com um orçamento apertado e atolado de imprevistos, o personagem cria soluções de improviso, sempre através do telefone. Lully (Julia Cartier Bresson) é diretora de marketing e passa a ser atormentada por uma agência de marketing agressivo contratada pela Empresa. Marquinhos (Raul Chequer), o novo estagiário da Empresa, dialoga com as diversas personas que representam diferentes aspectos da sua mente - a Consciência, a Lógica, o Criativo, a Memória e a 'equipe de sua coordenação' - com o objetivo de manter seu emprego na Empresa. Rodney (lê-se Ródnei) (Juliano Enrico) é responsável pelo setor administrativo da Empresa. Com sua minúcia e passividade, ele se vê constantemente agredido, impossibilitando-o de realizar seus trabalhos burocráticos. Willie (Daniel Furlan) é o almoxarife da Empresa - também conhecido como presidente dos objetos, e passa o seu expediente conversando com os itens do escritório, produzindo também programas de plateia com alguns deles. Os cinco funcionários veem seus cargos ameaçados com o surgimento de um novo setor na Empresa: o Recursos Humanos, gerido pela Meg Torres (Bianca Fero), que faz de tudo pra encontrar justificativas para uma demissão.

## Elenco
- Bianca Fero - Meg Torres
- Caito Mainier - Jorginho de Alcântara
- Daniel Furlan - Willie Billy
- Júlia Cartier Bresson - Lully Gomes
- Juliano Enrico - Rodney Marques Teixeira
- Raul Chequer - Marquinhos (Marcos Vinícius)
- Jaqueline Andrade - Maria E. S. Klífel
- Jerônimo Freitas - Jerônimo
- Ulisses Mattos - Guimarães

### Participações
- Leandro Paz - Renê
- Paulo Tiefenthaler - Michael
- Godot Quincas - Lionai
- Arnaldo Branco - Canivete
- Danilo Coelho - Sacramento
- David Benincá - Américo
- Elsa Romero - Tulipa
- Emiliano Sette - Pilão
- Gustavo Saiani - Gilete
- Ingrid Duarte - Chave de Cadeia
- Mariana Vaz - Sapatinho
- Victor Holanda - Holanda